# 効果的加速主義
効果的加速主義（こうかてきかそくしゅぎ、英：Effective Accelerationism ［e/accと略される］）は技術革新に関する思想的運動。この運動では無制限な技術革新（特に人工知能によって推進される）が、貧困、戦争、気候変動といった人類普遍の問題の解決策になると考えられている。この思想の支持者は技術革新に対する慎重な意見への対抗軸を自認しており、反対派を「doomers（運命論者）」や「decels（減速主義者）」という軽蔑的なレッテルで呼ぶ 。
この運動にはユートピア的なニュアンスがあり、人類が生存を確保し意識を宇宙全体に伝播させるために、より速く技術開発と構築をする必要があると主張する。その創始者であるギョーム・ヴェルドンと「偽名のベイズロード」は「意識の次の進化を先導し、想像を絶する次世代生命体を創造する」手法としている。
効果的加速主義は傍流の運動とされていたが、2023年には主流派として認知されるようになった。投資家のマーク・アンドリーセンやギャリー・タンなど、シリコンバレーの著名人の多くが、自身のソーシャルメディアの公開プロフィールに「e/acc」を追加することで、支持を明確に表明している。

## 語源と中心的信念
この用語は効果的利他主義と加速主義のかばん語であり、基本的にはテクノ楽観主義運動である。この運動の創始者の一人であるギョーム・ヴェルドンによれば、この運動の目的は、人類文明が「カルダシェフ勾配を登る」ことであり、エネルギー利用を最大化することで、人類文明がカルダシェフ・スケールの次のレベルまで上昇することである。
この目標を達成するために効果的加速主義は技術の進歩を加速させたいと考える。そのため、この運動は人工知能の無制限な開発と展開を提唱し、人工知能の規制や市場への政府介入には反対する。支持者の多くはリバタリアン的な見解を持っており、多くの人工知能が市場で互いに競争すれば、おのずと汎用人工知能のアラインメントが最大化すると考えている。
創始者は、この運動をエントロピーと熱力学に焦点を当てたジェレミー・イングランドの生命の起源に関する理論に根ざしていると考えている。宇宙はエントロピーを増大させることを目指しており、生命はエントロピーを増大させる方法である。宇宙全体に生命を広げ、生命に増え続けるエネルギーを使わせることで、宇宙の目的は達成されるとされる。

## 歴史

### 知的起源
ニック・ランドは現代の加速主義全般の知的創始者とみなされているが、効果的加速主義の正確な起源は不明なままである。この運動に関する最も古い言及は、X（旧Twitter）のアカウントである@BasedBeffJezos、@bayeslord、@zestular、@creatine_cycleで知られる4人の匿名の人物によって2022年5月に発行された書簡まで遡ることができる。
効果的加速主義には、同様に進歩の価値を強調し、技術の発展を抑制しようとする試みに抵抗したトランスヒューマニズムやエクストロピアニズムといったシリコンバレーの古いサブカルチャーや、サイバネティック文化研究ユニットの活動の要素が取り入れられている。

### @BasedBeffJezosの正体の露見
フォーブスは2023年12月、@BasedBeffJezosがカナダ出身で元グーグルの量子計算エンジニアで理論物理学者のギヨーム・ヴェルドンによって維持されていることを公表した。この公表は、コロラド大学デンバー校の国立メディアフォレンジックセンターが行った音声分析によって裏付けられ、@BasedBeffJezosとヴェルドンの一致が追認された。ヴェルドンの身元を公表したことについて、同誌は「公益のため」という理由で正当化した。
2023年12月29日、ギヨーム・ヴェルドンはポッドキャストでレックス・フリードマンのインタビューを受け、「e/acc運動の創始者」と紹介された。

## 他の運動との関係

### 伝統的加速主義
イギリスの哲学者ニック・ランドが発展させた伝統的加速主義では、技術革新の加速を、現在の文化、社会、政治経済の根本的な変革をもたらす方法と見なしている。初期の著作の中で資本主義の加速はこの経済システム自体の克服であると見做していた。対照的に、効果的加速主義は資本主義を克服しようとしたり、抜本的な社会変革を導入しようとしたりするのではなく、テクノキャピタル・シンギュラリティの確率を最大化し、宇宙全体に知性の爆発を引き起こし、エネルギー使用量を最大化しようとするものである。

### 効果的利他主義
効果的加速主義は効果的利他主義の原則から乖離している。効果的利他主義は利他的に世界を改善する最も効果的な方法を特定するためにエビデンスと推論を使用することを優先する。この乖離は効果的利他主義が長期主義の思想に由来するゆえである。長期主義の下では、人類と調和した汎用人工知能を確保するためには、汎用人工知能を非常に慎重に扱うことが必要であり、これは長期主義者はアラインメントに失敗した汎用人工知能による人類の絶滅を恐れるためである。
対照的に、効果的加速主義は、技術と資本主義による変革のポテンシャルを強調する。汎用人工知能による人類滅亡のリスクは無視できるものであり、そうでなくても、中央集権的な政府による規制より分散化された自由市場の方がリスクをはるかに軽減できるとする。

### 脱成長主義
効果的加速主義は脱成長主義（「減速主義」と表現されることもある）と対照的である。脱成長運動は、生態学的・社会的問題に対処するために経済活動と消費を削減することを提唱する。それに対して効果的加速主義は、経済活動の削減を主張するのではなく、技術の進歩、エネルギー消費、資本主義の力学を受け入れる。

## 批評
マーク・アンドリーセンによる2023年のエッセイである「テクノ楽観主義者宣言」は、フィナンシャル・タイムズ紙によって、効果的加速主義の見解を支持していると評価された。
シドニー・モーニング・ヘラルド紙のデビッド・スワンは、政府や業界の自主規制に反対する効果的加速主義を批判し、「AIのようなイノベーションには、シリコンバレーがすでに犯してしまった無数の失敗を避けるために、思慮深い規制とガードレールが必要である」と主張した。2023年のレーガン国防フォーラムにおいて、ジーナ・レモンド米商務長官は、効果的加速主義に関連する「素早く動き、破壊せよ（move fast and break things）」という考え方への警告を促した。レモンドは人工知能に対する慎重な扱いの必要性を強調し、人工知能について「非常に危険」と述べ、人工知能に関しては「破壊せよ（break things）」を取り入れないように注意を促した。同様の観点から、エレン・ヒュートはブルームバーグで、この運動は「深く不安にさせる」ものだと主張し、特にギョーム・ヴェルドンの「ポスト・ヒューマニズム」と「自然淘汰によってAIが我々（人間）に代わって支配的な種となる可能性がある」という見解に焦点を当てた。